# Erythrodiplax abjecta
Erythrodiplax abjecta is een libellensoort uit de familie van de korenbouten (Libellulidae), onderorde echte libellen (Anisoptera).
De wetenschappelijke naam Erythrodiplax abjecta is voor het eerst geldig gepubliceerd in 1842 door Rambur.